# CryptoKitties
CryptoKittiesは、さまざまな種類の仮想猫を購入、販売、収集、繁殖できるオンラインゲームおよびDAppである。それはブロックチェーンイーサリアムを使用し、暗号通貨イーサで取引されている。このゲームはカナダの会社Axiom ZenまたはAnimoca Brandsから提供され、2017年11月28日からプレイ可能。

## ゲーム内容
プレイヤーは購入後に猫をペアリングできる。すべての猫は独特であり、複製したり破壊したりすることはできず、子孫に伝えることができるさまざまな特性を持っている。猫の価値はその特性に依存し、変化する可能性がある。珍しい遺伝子や老齢の猫は特に高価である。ゲームの目的は、可能な限りまれな特性を持つ猫を取得することである。プレイヤーは、猫を飼うために最初に支払ったお金よりも多くのお金を稼ぐことによって利益を得ることができる。 CryptoKittiesは、NFTをサポートする他のゲームやアプリケーションにエクスポートして、そこで新しい用途を見つけることができる。

## 価格と販売
2017年12月の猫の価格は3.50ユーロから100,000ユーロであった。 2017年12月4日までにゲームの収益は約300万ドルになり、2017年12月8日までに約700万ユーロが仮想動物に費やされた。最初の週以降、猫とのトランザクションから発生したトラフィックは、Ethereumネットワーク上のすべてのトランザクションの約11％を占めた。トラフィックの増加により、開発者は新しい猫の誕生と交配のコストを増やした。ペアリングのコストは、増加後0.015エーテル（約5.70ユーロ）である。
2017年12月末までに、CryptoKittiesのWebサイトでのユーザー登録数は180,000に増え、これらのユーザーはゲームに約2,000万ドル相当を支払った。 2018年3月までに、ユーザー数は150万人を超えた。
2018年5月12日、CryptoKittyが140,000ドルでオークションにかけられた。
2018年3月21日、CryptoKittiesは1200万ドルのベンチャーキャピタル資金を受け取った。 2018年11月1日、Samsung、AlphabetのGV、およびVenrockは、暗号化キティにさらに1500万ドルを投資した。
2019年、CryptoKittiesは200万を超えるオンチェーントランザクションを処理し、他のどのコンシューマーDAppよりも多く、Ethereumで最も広く使用されているスマートコントラクトの1つである。現在（2020年5月現在）、CryptoKittiesの「所有者」は約10万人である。
2020年7月、CryptoKittiesの取引量は3,700万ドルに達した。